# لخ دوم
لخ دوم پادشاه اسطوره‌ای لهستان است که اولین بار در قرن ۱۵ میلادی از او نام برده می‌شود. او پسر بنیانگذار افسانه‌ای شهر کراکوف کراکوس اول و برادر کراکوس دوم است. 

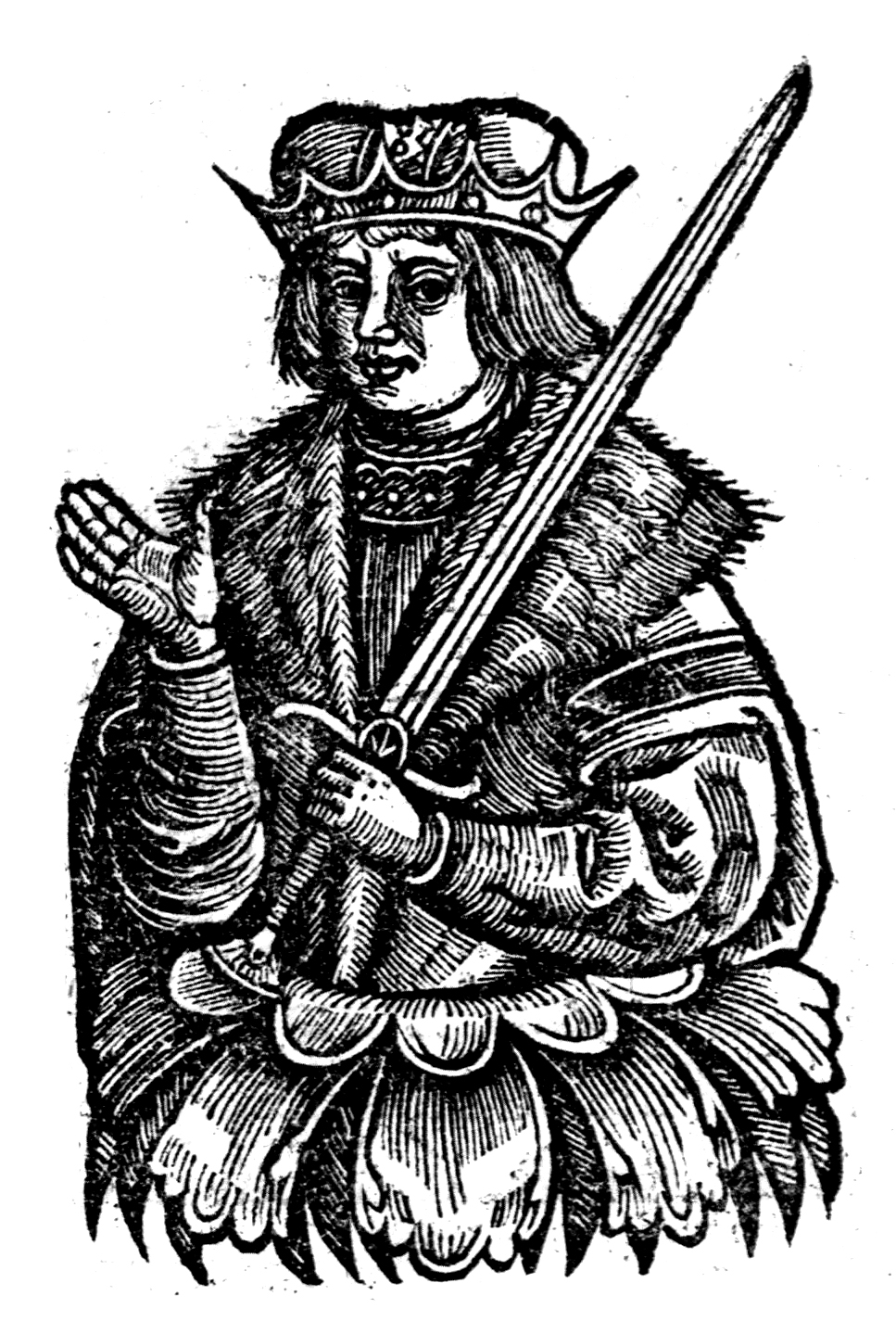
یک نقاشی از لخ دوم